# Son ange gardien
Pour plus de détails, voir Fiche technique et Distribution.
Son ange gardien (Forever, Darling) est un film américain réalisé par Alexander Hall, sorti en 1956.

## Fiche technique
- Titre original : Forever, Darling
- Titre français : Son ange gardien
- Réalisation : Alexander Hall
- Scénario : Helen Deutsch
- Photographie : Harold Lipstein
- Musique : Bronisław Kaper
- Pays d'origine : États-Unis
- Format : Couleurs - 1,66:1
- Genre : comédie romantique
- Durée : 96 minutes
- Date de sortie : 1956

## Distribution
- Lucille Ball : Susan Vega
- Desi Arnaz : Lorenzo Xavier Vega
- James Mason : l'ange gardien
- Louis Calhern : Charles Y. Bewell
- John Emery : Dr Edward R. Winter
- John Hoyt : Bill Finlay
- Natalie Schafer : Millie Opdyke
- Mabel Albertson : journaliste
- Ralph Dumke : Henry Opdyke
- Nancy Kulp : Amy
- Willis Bouchey : Oliver Clinton
- Bess Flowers : invitée au mariage
- Marilyn Maxwell